# Uncharted Waters
Uncharted Waters (大航海時代 Dai-kōkai jidai?) es una popular serie de videojuegos producida por Koei bajo su línea de videojuegos Rekoeition de ambientación relacionada con la historia.
Sus diversos títulos pertenecen al género de simulación y CRPG en el que se debe participar del comercio y navegación por mar, con una ambientación ubicada a mediados de la era de los descubrimientos.
En los videojuegos, el jugador desempeña el rol de un capitán (también llamado commodore en algunas traducciones) que dirige una flota, puedes ya sea ser comerciante, corsario, buscador de tesoros, explorador, o un simple pirata. Aun cuando la saga ofrece una amplia gama de caminos a elegir, existe una ligera trama cuyo argumento le exige al jugador que siga determinados caminos para avanzar con el desarrollo de la misma, y evitar cumplir con dichos eventos puede detener el progreso de la historia.
En Asia Oriental, la saga tiene una gran cantidad de seguidores, pero no ha recibido mucho reconocimiento afuera de esta región. La saga ha sido comparada a los primeros títulos de Sid Meier's Pirates! por su jugabilidad y temática.

## Contexto histórico
En japonés, el término Daikoukai Jidai se refiere a la "era de los descubrimientos", período que comprende los años entre el siglo XV y XVII, cuando los exploradores europeos zarpaban en busca de rutas alternativas hacia el continente de Asia debido al bloqueo por parte del Imperio Otomano de las rutas comerciales terrestres.
Este período estuvo caracterizado por la rivalidad entre España y Portugal, el advenimiento de la colonización y la exploración en general. En los videojuegos siguientes, otros países también se verían involucrados. Algunos eventos históricos de esta época como el Tratado de Tordesillas, también son mencionados.
Las diferentes entregas de esta serie contienen muchas referencias al trasfondo histórico, aunque al igual que Pirates!, los aspectos más traicioneros de esta era son idealizados para crear un ambiente aventurero y emocionante.

## Uncharted Waters
Este es el primer videojuego de la serie, el jugador asume el papel de León Franco, el joven y ambicioso hijo de una familia noble que cayó en desgracia en Portugal (a pesar de que "Leon" no es un nombre portugués muy común). El objetivo en el videojuego es restaurar la gloria pasada de su familia y cumplir los sueños de León. Solo tres naciones aparecen representadas, Portugal, España y el Imperio otomano, aunque hay varios puertos neutrales en el mundo en donde el jugador puede "invertir" y a su vez hacerlos parte de la esfera de influencia de Portugal. Esto, además del descubrimiento de nuevos puertos y derrotar a otros barcos mercantes y piratas en alta mar, puede incrementar la fama de León. Con el incremento de su fama, León puede completar tareas para el Rey de Portugal y ganar títulos nobiliarios.
La historia transcurre en el siglo XVI. Este videojuego se publicó para NES y MSX en 1991, y para Mega Drive y Super NES en el año 1992, en Japón las versiones de MSX y SNES del videojuego fueron tituladas originalmente como Super Daikoukai Jidai. Las versiones en inglés del videojuego fueron publicadas el mismo año respectivamente. El videojuego también fue adaptado para PC.

## Uncharted Waters: New Horizons
Llamado originalmente Daikoukai Jidai II en Japón, este videojuego es posiblemente el más famoso de toda la saga. Aunque existe una versión en inglés del videojuego, no consiguió obtener el nivel de popularidad de otros videojuegos como Pirates!. Existe solo un grupo relativamente pequeño de seguidores fuera del este de Asia.
Al igual que la edición anterior transcurre en el siglo XVI, este videojuego es una secuela del primer título y fue publicado para SNES y Mega Drive en el año 1994. Fue la última edición adaptada para PC. También fue publicado para Sega Saturn y PlayStation en el año 1996, aunque estas rediciones únicamente fueron distribuidas de forma exclusiva para Japón.
La versión de SNES se publicó en la consola virtual de Wii en Japón el 17 de marzo de 2009 y en Norteamérica el 6 de abril de 2009. Posteriormente se publicó también para la consola virtual de Wii U, el 30 de octubre de 2013 en Japón, el 14 de noviembre en Norteamérica y el 28 de noviembre del mismo año en Europa.
En este videojuego existen seis protagonistas a elección, cada uno representa un diferente camino o profesión disponible en este título. La siguiente es la lista de personajes:
- João Franco: Hijo de Leon del primer videojuego, es un explorador portugués encomendado por su padre para seguir sus pasos y descubrir los secretos de la pérdida Atlántida.
- Catalina Erantzo: Anteriormente oficial de la armada española se volvió una pirata, quiere vengar la muerte de su hermano y su prometido, sospecha que la familia Franco está detrás de este crimen. Está basado levemente en el personaje histórico de Catalina de Erauso, la llamada Monja Alférez.
- Otto Baynes: Oficial de la armada inglesa, es un corsario enviado por Enrique VIII en una misión secreta para derrotar a la Armada Invencible y prevenir la hegemonía española en el continente europeo.
- Ernst von Bohr: Profesor holandés y cartógrafo, es enviado a hacer un viaje a tierras distantes y con su experiencia crear un mapa completo del mundo entero.
- Pietro Conti: Cazador de tesoros italiano, heredó enormes deudas de su padre por lo que decide partir en un viaje para obtener tesoros y otros secretos, para poder pagar aquella deudas.
- Ali Vezas: Mercader turco, creció como un huérfano en la pobreza extrema. Con la ayuda de su amigo, decide convertirse en mercader comerciante y buscar a su hermana perdida.

### Mobile Daikoukai Jidai 2
El año 2007, Koei anunció la publicación de Mobile Daikoukai Jidai 2. El videojuego es una adaptación del videojuego original para los teléfonos móviles en Japón compatibles con i-mode o Yahoo! Mobile.

## Daikoukai Jidai III: Costa del Sol
Publicado en el año 1996 para PC, este título fue el primero en diferenciarse del resto apartándose de la fórmula y el motor de la saga. En este videojuego el tradicional enfoque en la historia fue removido, y es posible cierta personalización en el personaje, aunque solamente decorativa. Presenta dos personajes disponibles de Portugal y España. A pesar de haber diferencias entre los personajes mayormente mecánicas, el elemento de videojuego de rol ha sido reducido considerablemente.
El nivel de exploración ha sido aumentado enormemente, siendo ahora posible el viajar por tierra y en general existe mayor diversidad para la exploración y descubrimientos, comparado con las entregas anteriores. El videojuego comienza a mediados del siglo XV y permite que el jugador haga descubrimientos históricos como el Nuevo Mundo o la ruta hacia las Indias también como la conquista de civilizaciones como la Azteca o el Imperio Incaico. El videojuego también experimenta con la inclusión del concepto de los idiomas, una característica poco común en la industria de videojuegos, lo que hace necesario la contratación de traductores y profesores. El jugador incluso puede continuar el videojuego al casarse con alguna camarera de un bar y tener hijos, los cuales pueden continuar la tradición de su padre e incluso heredar parte de sus habilidades e pertenencias. Según parece estos mismos cambios drásticos al sistema de videojuego en Daikoukai Jidai 3 dejaron a muchos jugadores inconformes y el videojuego falló en conseguir mucha popularidad incluso dentro del mismo Japón.
En su publicación inicial, el título causó algunas controversias, por permitir el mercado de esclavos dentro del videojuego. Esa característica fue desactivada en las siguientes actualizaciones.
A diferencia de los anteriores, este videojuego nunca fue publicado para consola alguna; sólo para PC, funcionando bajo Windows 2000.

## Daikoukai Jidai Gaiden
Publicado en el año 1997 para PlayStation y Sega Saturn, el videojuego usa el mismo motor y se enfoca en la historia de dos personajes, exponiendo aún más la trama que une a la serie en conjunto. Los dos protagonistas son los siguientes:
Miranda Verte: Aventurera genovesa que por una equivocación piensa que el buscador de tesoros, Pietro Conti, pidió su mano en matrimonio, y parte en su búsqueda. Su búsqueda eventualmente conduce a una trama relacionada con una antigua civilización en América del Sur, que fue contactada en la aventura anterior de Pietro

Salvador Reis: Pirata e hijo adoptivo de Jeireddín Barbarroja. Su aventura consiste en el aumento a la fama como uno de los piratas argelinos, competir por la dominación contra otros clanes de piratas enemigos y también luchar por el poder dentro de su propio clan.

## Daikoukai Jidai IV: Porto Estado
El cuarto videojuego de la serie fue publicado en el año 2000 para PlayStation y PC bajo Windows 2000 y Windows XP.
Este videojuego regreso a la fórmula anterior, a pesar de que la libertad de acción es menor y el motor del videojuego se ha actualizado. Este videojuego no tiene relación alguna con la trama de los videojuegos anteriores que concluyó con Gaiden. Porto Estado es reconocido por sus ilustraciones de alta calidad y bellos trabajos artísticos.
La historia consiste en la búsqueda de las siete Pruebas del Conquistador, que son siete artefactos antiguos, que se encuentran en siete áreas alrededor del mundo (norte de Europa, el Mediterráneo, África, el Nuevo Mundo, el Océano Índico, el sur de Asia y el este de Asia). Se ha dicho que tener estas pruebas convierte al dueño en el campeón de todos los marinos. Otros cuatro marinos (más otros tres en la expansión) se envuelven en la búsqueda de las Pruebas del Conquistador. Es interesante destacar que no todos los marinos son de Europa: dos de los siete personajes son de Asia (uno del este de Asia y otro del sureste de Asia), otro del Caribe y otro del Oriente Medio.
Hay varios cambios significativos en este videojuego. Por ejemplo, no se incluye el concepto de avanzar años y como resultado los personajes no envejecen. Además, el jugador puede tener flotas regionales y éstas son una fuente valiosa de recursos. En combate, las batalla navales se combaten en tiempo real.
Los límites de los países desaparecieron. Cada jugador es sólo representado por su propio gremio y su país natal no presenta importancia alguna para la jugabilidad. Los puertos en este videojuego también tiene una poseen una cuota de mercado en una escala de porcentajes. Los jugadores pueden comerciar en un puerto solo cuando su gremio tiene una cuota de mercado en el mismo, lo cual puede obtenerse firmando un contrato con el gobernador local.

### Daikoukai Jidai IV: Rota Nova
Rota Nova fue publicado por KOEI el 23 de marzo de 2006 para PlayStation Portable y Nintendo DS. Este videojuego es un remake de Porto Estado para videoconsolas portátiles:
- La versión de PSP incluye un modo de carrera de barcos.
- La versión de DS incluye en uso del lápiz y un mapa.

## Daikoukai Jidai IV Porto Estado Powerup Kit
Como todas las obras de koei (las conocidas como power up kit) incluyen añadidos y expanden la experiencia de juego del ya existente añadiendo una capa de profundidad y sumando más horas de juego
- 3 personajes nuevos que pueden ser jugables
- aceptar misiones de los gremios
- en enero de cada año en el juego pueden ser vendidos los objetos de primera clase las beneficios que se puedan sacar de los objetos pueden ser repartidos
- ver los perfiles de otros personajes
- en los tiempos de carga podemos ver gráficos adicionales

## Uncharted Waters Online
Uncharted Waters Online ofrece mucha de la jugabilidad experimentada en las anteriores versiones, pero ahora a nivel de un videojuego multijugador. Los jugadores de series anteriores verán conceptos conocidos como misiones, ayudantes, inversiones y tanto flotas nacionales como de piratas.
Los límites de los países reaparecen, con más países, aun así en concepto de tiempo no existe. Avanzar los eventos de la historia del videojuego es importante para desbloquear nuevas áreas en el mapa.
El jugador ahora recibe "fama" de actividades como el combate, negociación, descubrimientos, y navegación. Cuando los niveles de fama alcanzan las cantidades requeridas, el jugador desbloquea nuevas áreas del mundo. El nivel de la fama requerida difieren entre cada uno de los países.
El videojuego introduce un entorno gráfico 3D con capacidades para DirectX. Como cualquier otro MMORPG el videojuego presenta operaciones de una flota (sistema de equipo), compañías (gremios), combate Jugador contra jugador, comercio, aventura, y póker, y una guerra de facciones a gran escala. El videojuego también ofrece una campaña para un jugador y misiones PVE.

### Uncharted Waters Online La Frontera
"La Frontera" es el nombre de la expansión para Uncharted Waters Online publicada en Japón el 30/08/06.  La expansión incluye nuevas áreas y nueva jugabilidad extendiendo la "era de los descubrimientos" hasta su apogeo en los siglos XVI y XVII. El primer capítulo de la expansión se titula "Aztec", en el cual "una nueva aventura comienza" donde los jugadores deberán "encontrar la legendaria ciudad de El Dorado".
Más capítulos serán lanzados en el futuro, los cuales incluirán más áreas y mayores opciones de jugabilidad.

### Daikoukai Jidai V: Road to Zipang
La quinta entrega de la saga numerada de uncharted waters lanzado en 2014  es un juego gratuito que se puede jugar en la página web y es la secuela de Daikoukai Jidai IV (uncharted waters) también esta disponible para móviles Android y IOS

### Daikoukai Jidai V Special Pack
Se incluye a Sonia de la cruz un ticket de oro ++ y 1 millón de monedas de oro al inicio del juego

### Daikoukai Jidai VI
Lanzado en 26 de septiembre del 2019 solo disponible para dispositivos móviles Android y IOS es la sexta entrega numerada de encharted waters

## Banda sonora
La banda sonora original de Uncharted Waters y New Horizons fueron compuestas por Yōko Kanno. La banda sonora de Uncharted Waters Online está basada en parte de aquellas composiciones.